# Martinus Wargius
Martinus Matthaei Wargius, född på 1500-talet, död 5 februari 1639 i Nedertorneå församling, var en svensk-finsk präst.

## Biografi
Martinus Wargius var 1597 predikant under Axel Kurchs fana och var 1601 student vid Uppsala universitet. Han avlade 15 maj 1601 magistergraden och upphöjdes till astronom klassen såsom primus. Han blev åter predikant vid Axels Kurchs fana 1601. Han var omkring 1608 kaplan i Vörå och var före 1610 kyrkoherde i Finska församlingen, Stockholm. Han blev 1610 kyrkoherde i Nerpes och 1624 i Nedertorneå församling. Wargius avled 1639 i Nedertorneå församling.

### Familj
Wargius var gift med Valborg Jacobsdotter Wernberg. De fick tillsammans barnen adjunkten Johannes Wargius, Anna Wargius som var gift med kyrkoherden Andreas Magni Kempe i Lappfjärd, en dotter som var gift med kyrkoherden Laurentius Gallus i Nerpes och Brita Wargius som var gift med kapellanen Johannes Kempe i Nedertorneå.